# Campeonato de Wimbledon 1877
El Campeonato de Wimbledon de 1877 fue un torneo de tenis masculino celebrado en el All England Lawn Tennis and Croquet Club (AELTC) de Wimbledon, Londres. Fue el primer torneo oficial de tenis y, más tarde, fue reconocido como el primer torneo de Grand Slam. El AELTC fue creado en julio de 1868, como el All England Croquet Club. El tenis fue introducido en febrero de 1875 para compensar el decreciente interés en el croquet. En junio de 1877, el club decidió organizar un torneo de tenis para costear las reparaciones del rodillo que utilizaban para el mantenimiento de las canchas. Para el evento se establecieron un grupo de reglas, derivadas de las primeras reglas estandarizadas de tenis establecidas por el Marylebone Cricket Club en mayo de 1875.
La competición de caballeros, el único evento del campeonato, fue disputada en pistas de césped por 22 jugadores, que pagaron una guinea para participar. El torneo comenzó en el 9 de julio de 1877 y la final, retrasada tres días por las lluvias y que tuvo una duración de 48 minutos, se llevó a cabo el día 19 del mismo mes frente a un público de 200 personas. El costo de entrada a la final fue de un chelín. El ganador recibió doce guineas y una copa de plata, valorada en 25 guineas, donada por la revista deportiva The Field. Spencer Gore se convirtió en el primer ganador de Wimbledon al vencer a William Marshall en tres sets corridos. Con el torneo, el club obtuvo unas ganancias de diez libras y el rodillo fue reparado. Un análisis efectuado después del campeonato llevó a realizar algunas modificaciones a las reglas correspondientes a las dimensiones de las canchas.

## Antecedentes

### Orígenes del tenis sobre césped

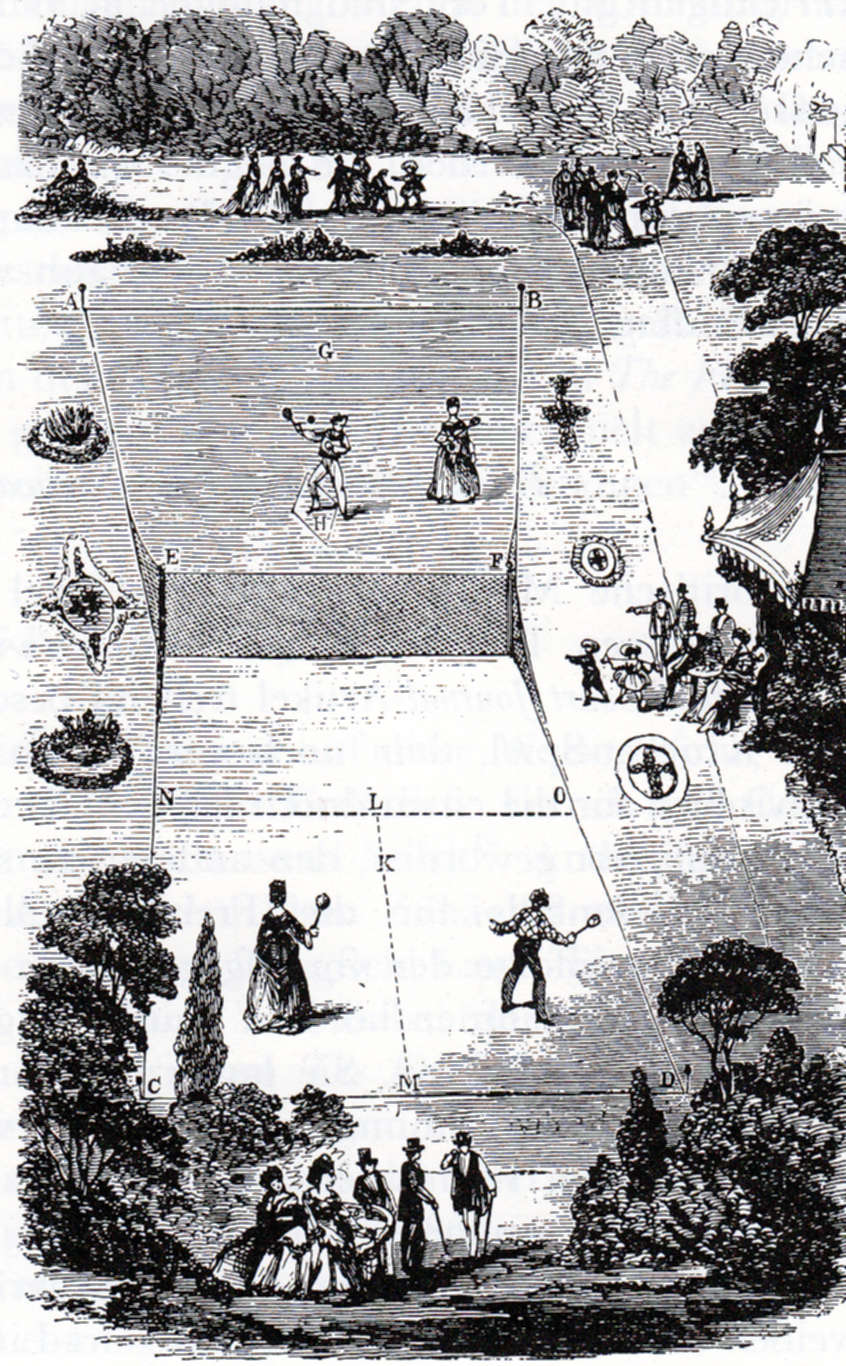
Una cancha de Sphairistikè, diseñada por Wingfield en 1874. La forma de reloj de arena se mantuvo en la reglas del Marylebone Cricket Club de 1875, pero fue sustituida por una forma rectangular en las reglas del All England Lawn Tennis and Croquet Club.

El origen del tenis se remonta a los claustros monásticos de la Francia del siglo XII, en donde se jugaba el jeu de paume, un juego que consistía en golpear una pelota con la palma de la mano. En el siglo XVI, se introdujeron las raquetas. La versión original del tenis, ahora llamada «tenis real», se jugaba mayoritariamente en interior y era popular entre la realeza y la alta burguesía, mientras que el pueblo jugaba una versión en exterior denominada longue paume. La prominencia del juego decayó durante los siglos XVII y XVIII, aunque hubo menciones esporádicas de una versión llamada long tennis o field tennis durante la segunda mitad del siglo XVIII.
Entre 1858 y 1873 varias personas de la Inglaterria victoriana experimentaron con una versión en césped del tenis. Harry Gem y Augurio Perera demostraron su juego de pelota y, en 1872, crearon el primer club de tenis sobre césped del mundo en el Leamington Spa. En febrero de 1874, Walter Clopton Wingfield introdujo su versión del tenis, denominada Sphairistikè. En su solicitud de patente, la describió como una «Nueva y Mejorada Cancha para Jugar el Antiguo Juego del Tenis» y sus reglas fueron publicadas en un folleto de ocho páginas. Wingfield es reconocido por popularizar el nuevo juego por medio de sus enérgicos esfuerzos promocionales. La cancha de Sphairistikè tenía forma de reloj de arena, más ancha en la línea de fondo que en la red. En noviembre de 1874, publicó una segunda edición de The Book of the Game, que contenía doce reglas y presentaba una cancha más larga y una red un poco más baja.

### All England Croquet and Lawn Tennis Club
El 23 de julio de 1868, en las oficinas de The Field, una revista deportiva semanal, seis hombres fundaron el All England Croquet Club. Tras un año de buscar un terreno apropiado, encontraron un prado de cuatro acres localizdo entre el London and South Western Railway y Worple Road, en Wimbledon, un suburbio de Londres. El 24 de septiembre de 1869, el comité del club decidió rentar el terreno por 50 libras por el primer año, cuota que incrementó a 75 y 100 libras en los siguientes dos años. La creciente renta, sumada al menguante interés en el croquet, ocasionó problemas económicos al club. En febrero de 1875, se introdujo el tenis sobre césped con el fin de capitalizar el cada vez mayor interés en el deporte y generar ingresos adicionales.
La propuesta la realizó Henry Jones, un escritor deportivo que publicaba constantemente en The Field bajo el sobrenombre de «Cavendish» y que se había unido al club en 1869. La introducción del tenis se aprobó en la reunión anual y la cuota de membresía del club se estableció en dos guineas para cubrir ambos deportes. A un costo de 25 libras, se convirtió una cancha de croquet en una de tenis. Poco después, el 25 de febrero de 1875, una docena de nuevos miembros se unió al club. En 1876, se crearon cuatro nuevas canchas, que ocuparon un tercio del terreno, para enfrentar el incremento de nuevos miembros. George Nicol, un miembro del comité, fue nombrado para encargarse exclusivamente de los temas relacionados con el tenis. El deporte llegó a una popularidad tal que, el 14 de abril de 1877, el club fue renombrado, a sugerencia del miembro fundador John H. Hale, como el All England Croquet and Lawn Tennis Club (AEC&LTC).

### Reglas del tenis

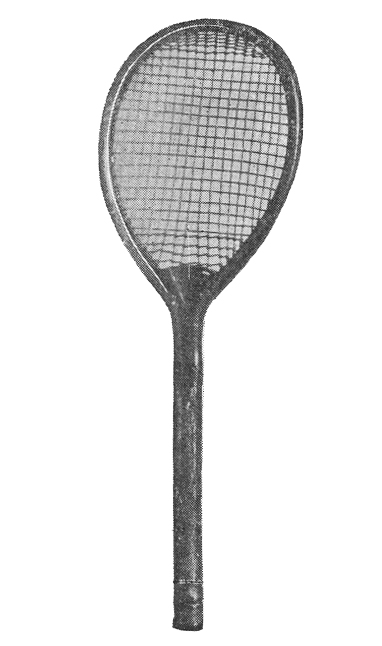
Un raqueta de tenis sobre césped de 1876 con su característica cabeza ligeramente torcida.

El 3 de marzo de 1875, el Marylebone Cricket Club (MCC), en su capacidad de federación deportiva, convocó una reunión en el Lord's Cricket Ground para probar varias versiones del tenis con el objetivo de normalizar las reglas del juego. Wingfield estaba presente para demostrar el Sphairistikè, así como John H. Hale, quien presentó su versión llamada «Germains Lawn Tennis». No existe registro de que Gem o Perera estuvieran presentes para exhibir su juego de pelota. Tras la reunión, al Comité de Tenis del MCC se le encargó redactar las reglas. El 28 de mayo, el MMC emitió Laws of Lawn Tennis, las primeras reglas unificadas para el tenis, que fueron adoptadas por el club el 24 de junio. Se basaron considerablemente en la reglas introducidas por Wingfield en febrero del año anterior y publicadas en su folleto llamado Sphairistikè or Lawn Tennis. El MMC adoptó la forma de reloj de arena para las canchas y el método de puntaje de raquetas, en el que el primer jugador que alcanzara quince puntos ganaba el juego y solo el jugador con el saque (hand-in) podía marcar. Se estableció un altura de la red de cinco pies (1.52 metros) en los postes y cuatro pies (1.22 metros) en el centro. Varios aspectos de estas reglas, como la forma de la cancha y el método de puntaje, estuvieron sujetos a un prolongado debate en la prensa. Además, no fueron acatadas por todos y otros clubes, como el Prince's Club en Londres, mantuvieron las canchas rectangulares.

## Torneo
El 2 de junio de 1877, a sugerencia del secretario y miembro fundador del club, John H. Walsh, el comité decidió organizar un torneo de tenis para jugadores amateur, compuesto por un único evento individual masculino, con el que esperaban obtener fondos suficientes para reparar el rodillo que utilizaban para el mantenimiento de las canchas. El campeonato se convirtió en el primer torneo oficial de tenis y el primero de los que más tarde serían conocidos como torneos de Grand Slam. El comité acordó realizar el torneo con la condición de que no arriesgara los limitados fondos del club. Para asegurarse de ello, Henry Jones convenció a 20 miembros y amigos del club para que garantizaran una parte de los requisitos económicos del torneo y se hizo responsable de aportar la suma restante. Jones investigó las potenciales localizaciones del torneo en Londres y sus alrededores, pero llegó a la conclusión de que ninguna otra área era más apropiada que las instalaciones de Worple Road en Wimbledon. En consecuencia, las canchas de críquet restantes fueron transformadas en pistas de tenis.

### Anuncio
El 9 de junio de 1877, se realizó el primer anuncio público del torneo en la revista The Field bajo el encabezado Lawn Tennis Championship:

The All England Croquet and Lawn Tennis Club, Wimbledon, propose to hold a lawn tennis meeting, open to all amateurs, on Monday, July 9th and following days. Entrance fee, £1 1s 0d. Names and addresses of competitors to be forwarded to the Hon. Sec. A.E.C. and L.T.C. before Saturday, July 7, or on that day before 2.15 p.m. at the club ground, Wimbledon. Two prizes will be given – one gold champion prize to the winner, one silver to the second player. The value of the prizes will depend on the number of entries, and will be declared before the draw; but in no case will they be less than the amount of the entrance money, and if there are ten and less than sixteen entries, they will be made up to £10 10s and £5 5s respectively.
El All England Croquet and Lawn Tennis Club, Wimbledon, propone celebrar un encuentro de tenis, abierto a todos los amateurs, el lunes 9 de julio y los días siguientes. Cuota de entrada, [una libra y un chelín]. Nombres y direcciones de los participantes deben remitirse al Hon. Sec. A.E.C. and L.T.C. antes del sábado 7 de julio, o en ese día antes de las 2:15 p.m. en el campo del club, Wimbledon. Se entregarán dos premios, uno de oro para el campeón y uno de plata para el segundo jugador. El valor de los premios dependerá del número de inscripciones y será anunciado antes del sorteo, pero en ningún caso será menor que la suma de la inscripción y si hay diez y menos de dieciséis inscripciones, será de [diez libras y diez chelines] y [cinco libras y cinco chelines], respectivamente.
Henry Jones – Hon. Sec. del subcomité del Lawn Tennis.

Los jugadores debieron encargarse de sus raquetas y vestir zapatos sin tacos. El anuncio también señalaba que un programa sería proporcionado a la brevedad con más detalles, como las reglas que serían aplicadas en el torneo. También se enviaron invitaciones a potenciales participantes. A los posibles visitantes que llegaran en caballo o carruaje se les informó que debían ingresar por la entrada de Worple Road, mientras que quienes planearan llegar a pie debían utilizar el camino de la vía férrea. Luego de pagar la cuota de entrada, a los participantes se les permitió practicar previo al campeonato en doce canchas disponibles con la provisión de que, en sábados y en la semana de campeonato de críquet, que se celebró una semana antes que el torneo de tenis, los jugadores de críquet tenían prioridad al momento de escoger la cancha. El jardinero del club proporcionó pelotas de práctica, similares a las utilizadas en el torneo, a un costo de 12 chelines por docena. John H. Walsh convenció a un empleado para que donara una copa con un valor de 25 guineas para el ganador. La Field Cup, compuesta de plata esterlina, tenía la inscripción: The All England Lawn Challenge Cup – Presented by the Proprietors of The Field – For competition by Amateurs – Wimbledon July 1877 (La Copa Challenge All England Lawn – Presentada por los Propietarios de The Field – Para la competición de Amateurs – Wimbledon Julio de 1877). El 6 de julio de 1877, tres días antes del inicio del torneo, The Times publicó una noticia al respecto:

Next week at the All England Croquet and Lawn Tennis Club Ground a Lawn Tennis Championship Meeting will be held. The ground is situated close to the Wimbledon Station on the South Western Railway, and is sufficiently large for the erection of thirty "courts". On each day the competition will begin at 3.30, the first ties, of course, beginning on Monday. The Hon. Sec. of the meeting is Mr. J.H. Walsh, while Mr. H. Jones will officiate as referee. The entries are numerous.
La siguiente semana se celebrará un encuentro de campeonato de tenis en el All England Croquet and Lawn Tennis Club Ground. El campo está situado cerca de la Estación Wimbledon en el South Western Railway y es lo suficientemente grande para la construcción de trece «canchas». Cada día la competición iniciará a las 3:30. Desde luego, los primeros encuentros comenzarán el lunes. El Hon. Sec. del encuentro es Mr. J.H. Walsh, mientras que Mr. H. Jones oficiará de juez. Las inscripciones son numerosas.

### Reglas

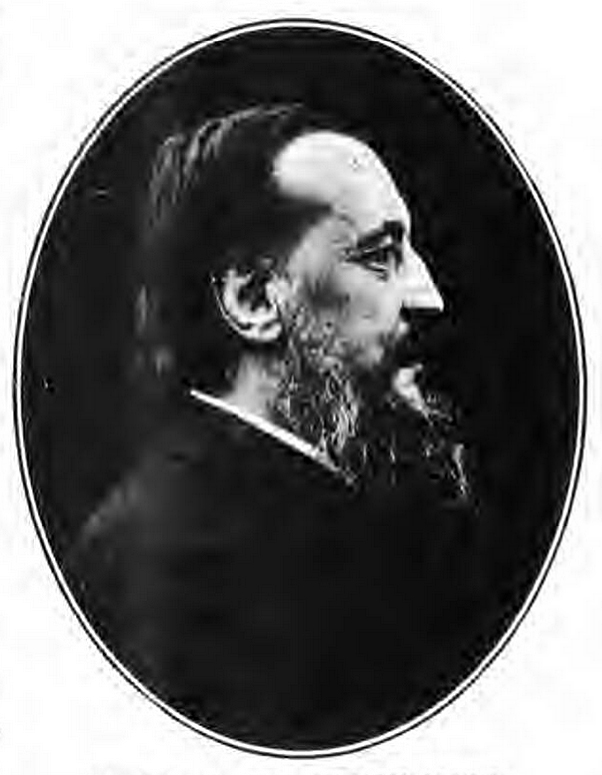
Henry Jones jugó un papel fundamental en la organización e inicio del primer Campeonato de Wimbledon.

El comité del club no estaba satisfecho con ciertos aspectos de las reglas del MCC de 1875. Para abordar las deficiencias, el 2 de junio de 1877 se estableció un subcomité conformado por Charles Gilbert Heathcote, Julian Marshall y Henry Jones para diseñar las reglas que serían aplicadas en el torneo. El 7 de junio siguiente anunciaron las nuevas reglas, derivadas considerablemente de las publicadas por el MCC. Sin embargo, para no ofender a ese club, las declararon «provisionales» y válidas únicamente para el campeonato:
- La cancha debía tener una forma rectangular con un perímetro de 78 por 27 pies (23.8 por 8.2 metros).
- La red debía colocarse a una altura de tres pies y tres pulgadas (0.99 metros) en el centro.
- La pelota debía tener un diámetro de 21/2 a 25/8 pulgadas (6.4 a 6.7 centímetros) y un peso de 13/4 onzas (50 gramos).
- Se adoptaría el método de puntaje de quinces del tenis real (15, 30, 40).
- El primer jugador en alcanzar seis juegos ganaría el set. Se realizaría una «muerte súbita» en caso de empate a cinco juegos con excepción de la final, en la que sería necesaria una ventaja de dos juegos en cada set.
- Los jugadores cambiarían de lado al final de cada set a menos que el juez indicara algo diferente.
- El jugador con el servicio tendría dos oportunidades para servir correctamente y debía hacerlo sin que su pie tocara la línea de fondo.

Con el tiempo, las reglas establecidas para el torneo fueron adoptadas para el deporte y, salvo ligeras modificaciones, aún son utilizadas. Todos los partidos del torneo se jugaron a cinco sets.

### Desarrollo

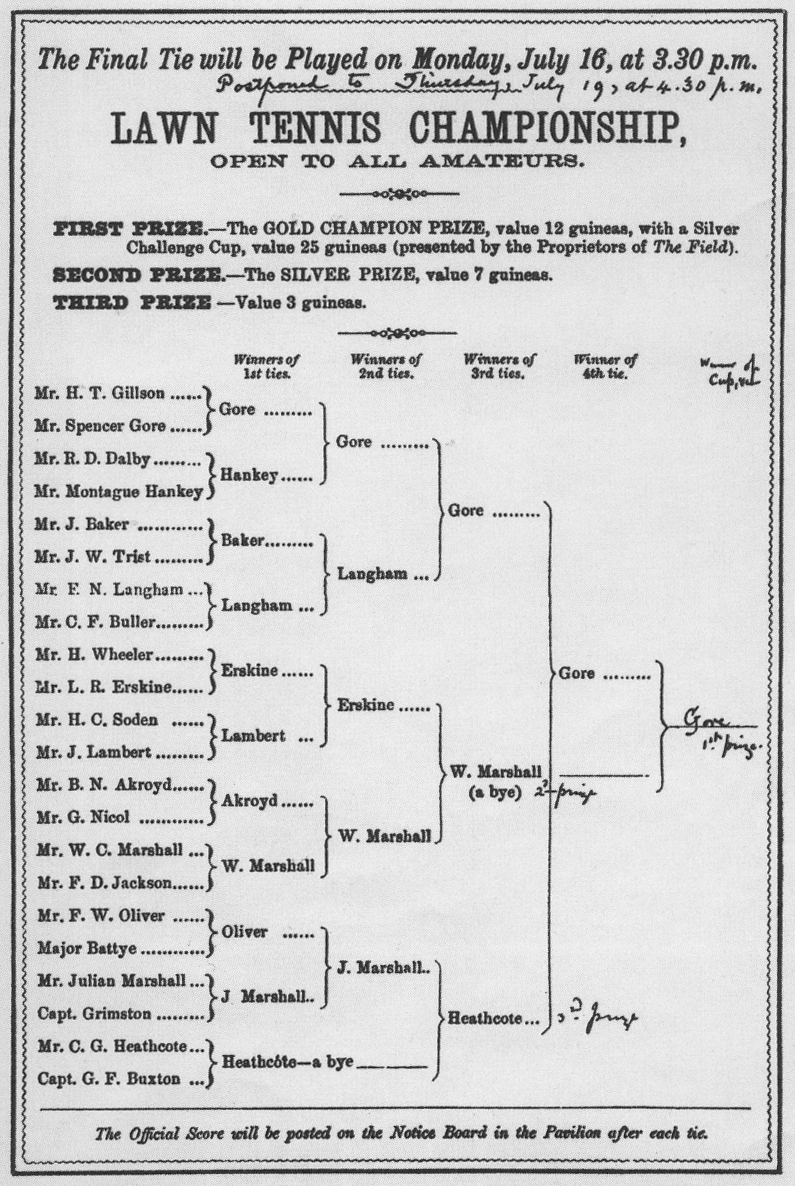
Cuadro final del campeonato.

De acuerdo con el All England Regulations for the Management of Prize Meetings, el sorteo de los 22 inscritos se realizó el sábado 7 de julio de 1877 a las 3:30 p. m. en el pabellón del club. H.T. Gillson tuvo la distinción de ser el primer jugador en la historia moderna del tenis en ser sorteado en un torneo. Jefferies & Co. de Woolwich proporcionó los postes, las redes y las pelotas de caucho de la India, cosidas a mano y cubiertas de franela. Por su parte, las raquetas se adaptaron de las utilizadas en el tenis real, con una cabeza pequeña y ligeramente torcida. Se emplearon un total de 180 pelotas en el torneo. Los jueces que se ocuparon de los partidos se sentaron en asientos elevados 18 pulgadas para proporcionarles una mejor vista de la cancha.
La primera ronda, conformada por diez partidos, se llevó a cabo en un soleado lunes 9 de julio a partir de las 3:30 p. m. Los programas diarios se vendieron a un precio de seis peniques y los puntajes se publicaron en un tablón de noticias ubicado al interior del pabellón. A F. N. Langham, un azul de tenis de Oxford, se le dio un walkover cuando C. F. Buller, alumno del Eton College y famoso jugador de raquetas, no se presentó. Julian Marshall venció al capitán Grimston y se convirtió en el primer ganador de un partido a cinco sets. Por su parte, Spencer Gore, un jugador de raquetas de 27 años originario de Wandsworth y que en ese momento se desempeñaba como agente de tierras y agrimensor, ganó el primero de sus encuentros en sets corridos frente a Henry Thomas Gillson. La segunda ronda se realizó al día siguiente y con clima favorable. Charles Gilbert Heathcote recibió una exención y J. Lambert se convirtió en el primer jugador en retirarse de un campeonato de Wimbledon, permitiendo a L. R. Erskine pasar a la siguiente ronda. Marshall venció a F. W. Oliver y Gore derrotó a Montague Hankey en cuatro sets.
El miércoles 11 de julio se jugaron los cuartos de final ante una asistencia más numerosa en comparación con los encuentros anteriores. Los fuertes vientos de ese día ocasionaron el retraso de los partidos. Gore derrotó a Langham en cuatro sets, William Marshall hizo lo propio frente a Erskine, también en cuatro sets, y Julian Marshall, lesionado de la rodilla por una caída en su encuentro previo, perdió ante Heathcote en sets corridos. Los cuartos de final dejaron tres jugadores, en lugar de cuatro, en el cuadro de semifinales programado para el día siguiente. Para resolver la situación a William Marshall se le dio una exención y, en consecuencia, un pase directo a la final. Su oponente, Gore, derrotó a Heathcote en sets corridos, en la única semifinal disputada.

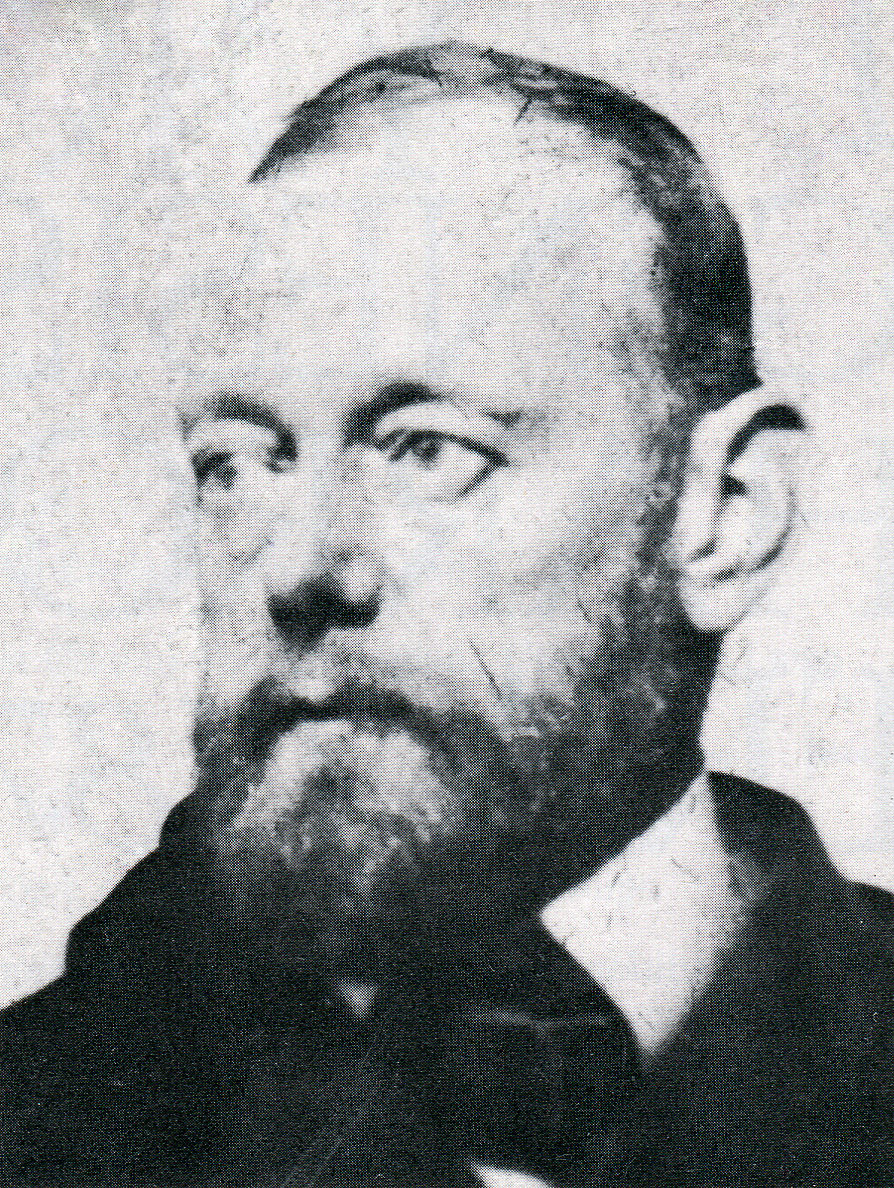
Spencer Gore fue el primer campeón del Campeonato de Wimbledon.

La final se suspendió hasta el lunes 16 de julio para evitar que coincidiera con el popular encuentro de críquet entre el Eton College y la Harrow School, que se realizó el viernes y sábado siguientes. Nuevamente, por las lluvias, la final fue reprogramada hasta el jueves 19 de julio a las 3:30 p. m. Ese día, lluvioso también, el encuentro se retrasó una hora más. El partido inició en una cancha muerta y resbaladiza frente a 200 espectadores. En un lado de la pista se montó una plataforma de tres tablones para dar asiento a cerca de treinta personas. Marshall ganó el volado y decidió tirar primero e inmediatamente Gore le quebró el servicio. Luego de ganar Gore el primer set, comenzó a llover por un cuarto de hora, por lo que el terreno se reblandeció y afectó la calidad del juego. La final tuvo una duración de 48 minutos, al cabo de los cuales Spencer Gore se convirtió en el campeón inaugural en tres sets seguidos de 15, 13 y 20 minutos, respectivamente. En su carrera al título, Gore, especialista en la volea en un momento en el que algunas personas la consideraban antideportiva, ganó 15 sets y perdió dos, además logró 99 juegos frente a 46 que perdió. Al finalizar el campeonato se buscó proscribir la volea y en The Field se desarrolló una discusión durante semanas. El partido de desempate para el segundo lugar entre Marshall y Heathcote se realizó inmediatamente después. Por acuerdo el enfrentamiento se redujo a tres sets. Marshall, en su segundo encuentro en el día, derrotó a Heathcote en sets corridos, frente a una reducida audiencia, y se alzó con el premio de plata de siete guineas.

## Repercusión
El 20 de julio de 1877, el reporte de The Morning Post rezó:

Lawn Tennis Championship – A fair number of spectators assembled yesterday, notwithstanding the rain, on the beautifully kept ground of the All England Club, Wimbledon, to witness the final contest between Messrs. Spencer Gore and W. Marshall for the championship. The play on both sides was of the highest order and its exhibition afforded a great treat to lovers of the game. All three sets were won buy Mr. Gore, who, therefore, becomes lawn tennis champion for 1877, and wins the £12 12s. gold prize and holds the silver challenge cup, value £25 5s. The second and third prizes were then played for by Messrs. W. Marshall and G.C. Heathcote (best of three sets by agreement). Mr. Marshall won two sets to love, and therefore takes the silver prize (value £12 12s.). Mr. Heathcote takes the third prize, value £3 3s.
Campeonato de Tenis – Un justo número de espectadores se congregó ayer, sin importarles la lluvia, en el excelentemente conservado campo del All England Club, Wimbledon, para ser testigos del encuentro final entre los Sres. Spencer Gore y W. Marshall para el campeonato. El juego de ambas partes fue del más alto nivel y su exhibición ofreció un gran placer a los amantes del deporte. Los tres sets fueron para el Sr. Gore, quien, por lo tanto, se convirtió en el campeón del tenis de 1887 y ganó el premio de oro de [12 libras y 12 chelines] y la challenge cup de plata, con valor de [25 libras y cinco chelines]. Por lo tanto, los Sres. W. Marshall y G. C. Heathcote jugaron por el segundo y tercer lugares (a tres sets por acuerdo). El Sr. Marshall ganó dos sets a cero y, por lo tanto, obtuvo el premio de plata (valor [12 libras y 12 chelines]). El Sr. Heathcote ganó el tercer premio, con valor de [tres libras y tres chelines].

Por su parte, The Field reportó: «El resultado fue una victoria más fácil de los esperado para el Sr. Spencer Gore». Heathcote declaró que Gore fue el mejor jugador del año y que tenía un servicio variado con mucho giro. Además, aseguró que era un tenista con la capacidad para muchos juegos, un gran alcance y una muñeca flexible. En ese momento, su estilo de volea era innovador, un tiro contundente en lugar de un simple golpe para que la pelota pasara la red. Al ser todos sus oponentes jugadores de tenis real, se consideró una victoria del estilo de juego de las raquetas frente al del tenis real y del estilo ofensivo del jugador en volea (que sube a la red para forzar el punto) frente el jugador en la línea de fondo (que juega con un tiro de fondo en un intento por mantener la pelota en juego). Su juego de volea también fue exitoso por la altura de la red (1.52 metros, en contraste con los 1.07 actuales). Gore indicó que los jugadores del tenis real tendían a lanzar tiros de esquina a esquina por la mitad de la red, por lo tanto, a esa altura, la red facilitaba la volea.
Pese a su histórico título, Gore no fue un entusiasta del tenis sobre césped. En 1890, trece años después del campeonato, escribió: «es la falta de variedad lo que evitará que el tenis sobre césped, en su presente forma, supere a nuestros grandes juegos [...] Es extremadamente dudoso que alguna persona que juegue realmente bien al críquet, tenis [real] o incluso a raquetas, preste su atención seriamente al tenis sobre césped, más allá de mostrarse como un jugador prometedor; con toda probabilidad, la monotonía del juego, en comparación con otros, asfixiará a esa persona antes de que tenga tiempo de destacarse». Gore compitió en el campeonato de 1878 por challenge round, pero perdió ante Frank Hadow. Fue su última aparición en Wimbledon.

### Análisis y cambios en las reglas
El torneo generó ingresos por 10 libras, suficientes para reparar el rodillo. Al finalizar, Henry Jones analizó los puntajes de todos los partidos y encontró que de 601 juegos, 376 los ganaron los jugadores con el servicio y 255 quienes recibían. En un momento en el que el saque se realizaba con un lanzamiento bajo o a la altura del hombro, lo anterior se interpretó como un dominio del servicio y ocasionó modificaciones a las reglas del torneo de 1878. El largo de la cancha se redujo de 26 a 22 pies (7.92 a 6.71 metros), al igual que la altura de la red, que pasó a cuatro pies y nueve pulgadas (1.45 metros) en los postes y tres pies (0.91 metros) en el centro. Estas reglas fueron publicadas conjuntamente por el AEC&LTC y el MCC, lo que dio al primero el carácter de autoridad oficial encargada de las reglas del deporte y, por lo tanto, sancionó retroactivamente sus propias reglas de 1877. Este momento marcó el instante en el que el AEC&LTC usurpó eficazmente el rol de encargado de las reglas del MCC, club que ratificó los cambios en las normas hasta 1882. En ese año, en reconocimiento de la importancia y popularidad del tenis, el club cambió su nombre a All England Lawn Tennis Club (AELTC).

### Placa conmemorativa
El 18 de junio de 2012, se reveló una placa conmemorativa en la antigua sede del All England Lawn Tennis and Croquet Club, en Worple Road, Wimbledon, para celebrar el primer campeonato y el evento de tenis de los Juegos Olímpicos de Londres 1908. En la ceremonia estuvieron presentes Heather Hanbury, maestra principal de la Wimbledon High School, Philip Brook, presidente del All England Club y David T. Williams, alcalde de Merton.

## Invididual masculino

### Final
Spencer Gore venció a  William Marshall por 6-1, 6-2, 6-4.

### Segundo puesto
William Marshall venció a  Charles Gilbert Heathcote por 6-4, 6-4.